# August van Brunswijk-Lüneburg (1568-1636)
August de Oudere van Brunswijk-Lüneburg (18 november 1568 - Celle, 1 oktober 1636) was van 1610 tot aan zijn dood diocesaan administrator van het bisdom Ratzeburg en van 1633 tot aan zijn dood hertog van Brunswijk-Lüneburg. Hij behoorde tot het Nieuwere Huis Lüneburg.

## Levensloop
August was de derde zoon van hertog Willem de Jongere van Brunswijk-Lüneburg en diens echtgenote Dorothea, dochter van koning Christiaan III van Denemarken. Als jongeman diende hij als officier in militaire dienst bij keizer Rudolf II en vocht hij mee bij oorlogen tegen Frankrijk en het Ottomaanse Rijk.
In 1610 werd hij verkozen tot diocesaan administrator van het bisdom Ratzeburg. Wegens een familieverdrag met zijn broers om een verdere erfverdeling van Brunswijk-Lüneburg te verhinderen, durfde hij geen standsmatig huwelijk aan te gaan. Niettemin had hij een levensgezel, Ilse Schmidichen, met wie hij maar liefst twaalf kinderen had. Ilse werd in 1625 onder de naam von Lüneburg opgenomen in de Rijksadelstand.  
In 1633 erfde hij na het overlijden van zijn oudere broer Christiaan het hertogdom Brunswijk-Lüneburg. Hij zette de door zijn broer begonnen neutraliteitspolitiek tijdens de Dertigjarige Oorlog verder.
In oktober 1636 stierf August op 67-jarige leeftijd in Celle. Hij werd bijgezet in de Vorstelijke Crypte van de Stadskerk Sint-Marien in Celle. Omdat hij geen wettige nakomelingen had, volgde zijn jongere broer Frederik hem op als hertog van Brunswijk-Lüneburg.

## Voorouders
| Voorouders van August van Brunswijk-Lüneburg | Voorouders van August van Brunswijk-Lüneburg                                              | Voorouders van August van Brunswijk-Lüneburg                                              | Voorouders van August van Brunswijk-Lüneburg                                              | Voorouders van August van Brunswijk-Lüneburg                                              | Voorouders van August van Brunswijk-Lüneburg                                               | Voorouders van August van Brunswijk-Lüneburg                                               | Voorouders van August van Brunswijk-Lüneburg                                                      | Voorouders van August van Brunswijk-Lüneburg                                                      |
| -------------------------------------------- | ----------------------------------------------------------------------------------------- | ----------------------------------------------------------------------------------------- | ----------------------------------------------------------------------------------------- | ----------------------------------------------------------------------------------------- | ------------------------------------------------------------------------------------------ | ------------------------------------------------------------------------------------------ | ------------------------------------------------------------------------------------------------- | ------------------------------------------------------------------------------------------------- |
| Overgrootouders                              | Hendrik I van Brunswijk-Lüneburg (1468-1532) ∞ Margaretha van Saksen (1469-1528)          | Hendrik I van Brunswijk-Lüneburg (1468-1532) ∞ Margaretha van Saksen (1469-1528)          | Hendrik V van Mecklenburg (1479-1552) ∞ Ursula van Brandenburg (1488-1510)                | Hendrik V van Mecklenburg (1479-1552) ∞ Ursula van Brandenburg (1488-1510)                | Frederik I van Denemarken (1471-1533) ∞ Anna van Brandenburg (1487-1514)                   | Frederik I van Denemarken (1471-1533) ∞ Anna van Brandenburg (1487-1514)                   | Magnus I van Saksen-Lauenburg (1470-1543) ∞ 1589 Catharina van Brunswijk-Wolfenbüttel (1488-1563) | Magnus I van Saksen-Lauenburg (1470-1543) ∞ 1589 Catharina van Brunswijk-Wolfenbüttel (1488-1563) |
| Grootouders                                  | Ernst I van Brunswijk-Lüneburg (1497-1546) ∞ 1561 Sophia van Mecklenburg-Schwerin (-1541) | Ernst I van Brunswijk-Lüneburg (1497-1546) ∞ 1561 Sophia van Mecklenburg-Schwerin (-1541) | Ernst I van Brunswijk-Lüneburg (1497-1546) ∞ 1561 Sophia van Mecklenburg-Schwerin (-1541) | Ernst I van Brunswijk-Lüneburg (1497-1546) ∞ 1561 Sophia van Mecklenburg-Schwerin (-1541) | Christiaan III van Denemarken (1503-1559) ∞ 1598 Dorothea van Saksen-Lauenburg (1511-1571) | Christiaan III van Denemarken (1503-1559) ∞ 1598 Dorothea van Saksen-Lauenburg (1511-1571) | Christiaan III van Denemarken (1503-1559) ∞ 1598 Dorothea van Saksen-Lauenburg (1511-1571)        | Christiaan III van Denemarken (1503-1559) ∞ 1598 Dorothea van Saksen-Lauenburg (1511-1571)        |
| Ouders                                       | Willem V van Brunswijk-Lüneburg (1535-1592) ∞ 1561 Dorothea van Oldenburg (1546-1617)     | Willem V van Brunswijk-Lüneburg (1535-1592) ∞ 1561 Dorothea van Oldenburg (1546-1617)     | Willem V van Brunswijk-Lüneburg (1535-1592) ∞ 1561 Dorothea van Oldenburg (1546-1617)     | Willem V van Brunswijk-Lüneburg (1535-1592) ∞ 1561 Dorothea van Oldenburg (1546-1617)     | Willem V van Brunswijk-Lüneburg (1535-1592) ∞ 1561 Dorothea van Oldenburg (1546-1617)      | Willem V van Brunswijk-Lüneburg (1535-1592) ∞ 1561 Dorothea van Oldenburg (1546-1617)      | Willem V van Brunswijk-Lüneburg (1535-1592) ∞ 1561 Dorothea van Oldenburg (1546-1617)             | Willem V van Brunswijk-Lüneburg (1535-1592) ∞ 1561 Dorothea van Oldenburg (1546-1617)             |
| August van Brunswijk-Lüneburg (1568-1636)    |                                                                                           |                                                                                           |                                                                                           |                                                                                           |                                                                                            |                                                                                            |                                                                                                   |                                                                                                   |